# Tarazona
Tarazona là một đô thị ở tỉnh Zaragoza, Aragon, Tây Ban Nha. Theo điều tra dân số 2004 của Viện thống kê Tây Ban Nha (INE), đô thị này có dân số là 11.131 người. Diện tích đô thị này là 244,01 ki-lô-mét vuông. Đô thị này nằm ở độ cao 480 m trên mực nước biển.